# Charles de Lafosse
Charles de Lafosse (París, 1636 — París, 13 de desembre de 1716) va ser un pintor francès deixeble de Jules Hardouin-Mansart. Va dissenyar la decoració dels Invàlids, però finalment només en va fer la cúpula. Va decorar també els Salons de Diana i d'Apol·lo del Palau de Versalles. La seva producció més destacada és el Moisès salvat de les aigües (Museu del Louvre).